# Ray Davies
Sir Raymond Douglas Davies, detto Ray (Fortis Green, 21 giugno 1944), è un cantante, cantautore e musicista britannico.
Meglio conosciuto come leader e compositore dei Kinks, che ha guidato con suo fratello Dave. Ha anche recitato, diretto e prodotto spettacoli per il teatro e per la televisione.

## Biografia

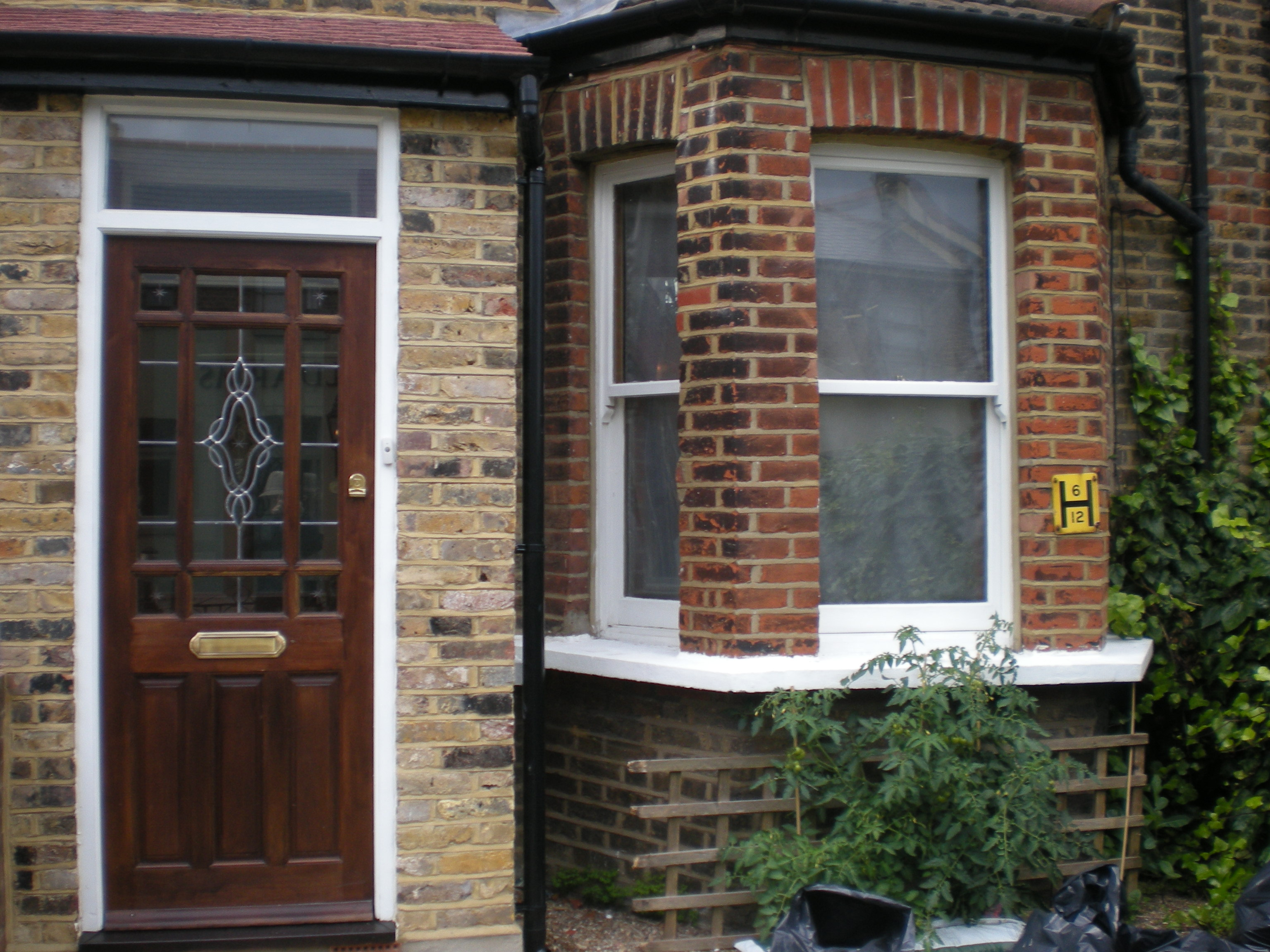
6 Denmark Terrace, luogo di nascita dei fratelli Davies

Ray Davies nacque a Muswell Hill, nel nord di Londra, al nº 6 di Denmark Terrace, Fortis Green. Egli è il settimo di otto figli, di cui sei femmine e due maschi, lui e il fratello minore Dave.
Studente d'arte all'Hornsey College of Art di Londra, nel 1962-1963 formò i Kinks, i quali ottennero un contratto discografico all'inizio del 1964; Davies emerse come cantautore leader della band, soprattutto dopo il successo ottenuto dal gruppo con il brano You Really Got Me, terzo singolo del gruppo che venne pubblicato nel mese di agosto dello stesso anno.
Davies condusse i Kinks attraverso un periodo di sperimentazione musicale tra il 1966 e il 1976, con notevoli successi artistici e commerciali. Tra il 1977 e il loro scioglimento, nel 1996, Davies e il gruppo ripresero i loro vecchi successi e godettero di un secondo picco di successo, con canzoni di successo come Destroyer, Come Dancing e Do It Again, e dopo lo scioglimento definitivo della formazione Davies iniziò la sua carriera da solista.
Davies ebbe un rapporto tempestoso col fratello Dave, chitarrista della band, che dominò la carriera dei Kinks come band. Si sposò tre volte e ha avuto quattro figlie.
Nel 1990 Davies assieme ai Kinks furono inseriti nella Rock and Roll Hall of Fame e nel 2005 nella UK Music Hall of Fame.
Il 4 gennaio 2004 Davies venne colpito alla gamba mentre inseguiva dei ladri, che avevano strappato il bagaglio del suo accompagnatore mentre camminavano nel quartiere francese di New Orleans, Louisiana. Poco meno di una settimana dopo Davies venne nominato "Commendatore dell'Ordine dell'impero britannico" dalla Regina Elisabetta II.
Nel marzo del 2017 Davies viene insignito del titolo di Cavaliere dal Principe Carlo a Buckingham Palace.

## Carriera

### The Kinks: 1964-1996

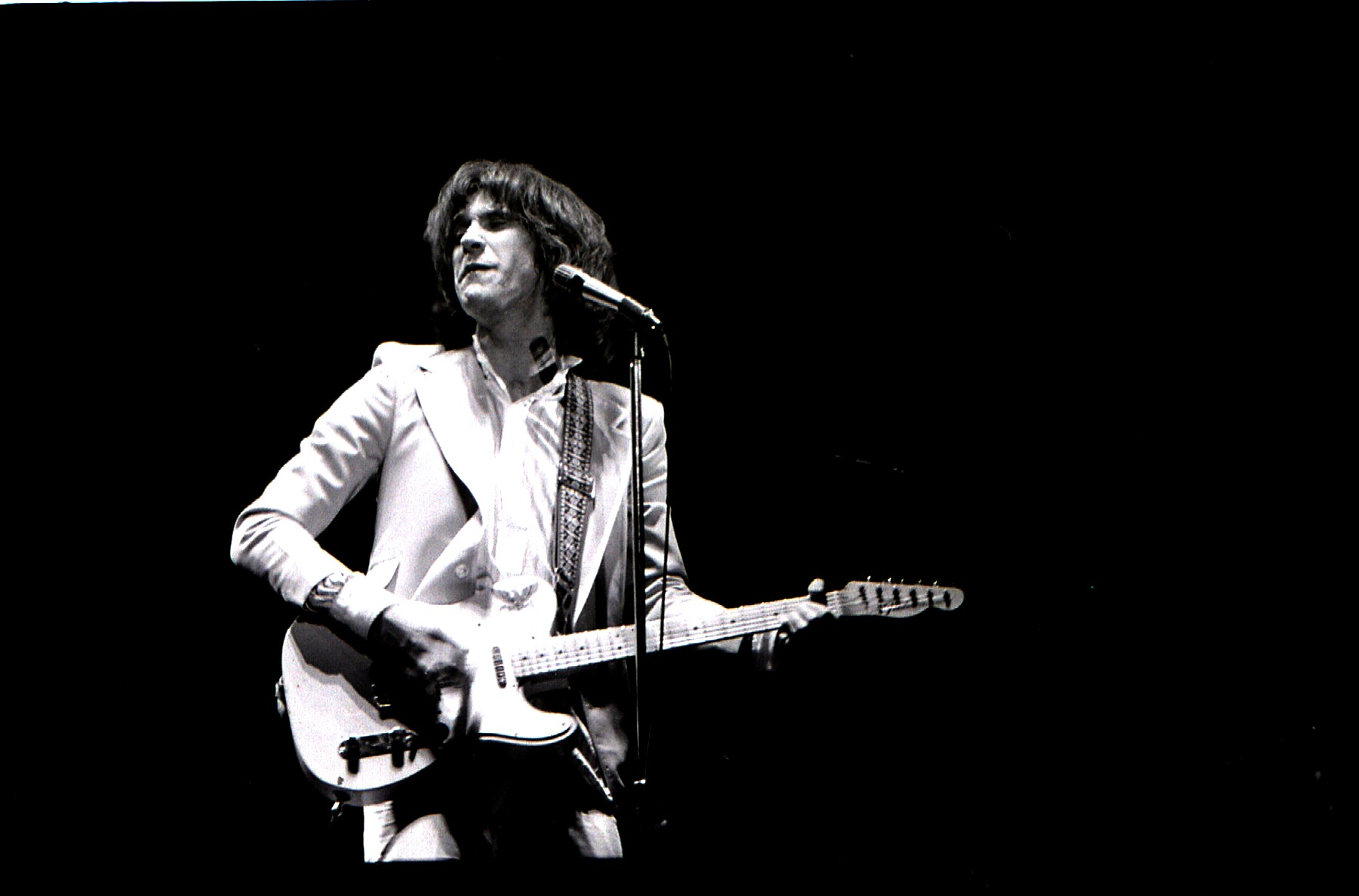
Ray Davies, Toronto, 1977

Le prime composizioni di Davies per i Kinks nel 1964-1965 variano dalla musica melodica beat al proto-metal, proto-punk, al rock basato sui "power chords" ("accordi veloci") che per primo ha portato la band alla ribalta. Infatti, era questo lo stile che ha caratterizzato i primi due grandi successi della band, You Really Got Me e All Day and All of the Night, così come il B-side I Need You e la hit minore Till the End of the Day. Tuttavia, nella metà degli anni sessanta, questo suono rauco lasciò progressivamente il posto a uno più morbido con canzoni introspettive e complesse, come Tired of Waiting for You, See My Friends, Where Have All The Good Times Gone, Too Much on My Mind, This is Where I Belong, Waterloo Sunset, Wonderboy e Days.
Oltre al rock and roll e al blues americano, Davies è un appassionato di lunga data di music hall, vaudeville, jazz e della musica ragtime, e dal 1966 circa in poi ha composto un certo numero di canzoni che riflettono queste influenze, tra cui Dandy, Little Miss Queen of Darkness, Mister Pleasant, End of the Season, All of My Friends Were There, She's Bought a Hat Like Princess Marina e Look a Little on the Sunny Side. Durante questo periodo, divenne anche noto per aver scritto canzoni celebrative sulla vita e sulla cultura tradizionale inglese (Autumn Almanac, Afternoon Tea, The Village Green Preservation Society, Victoria, Have a Cuppa Tea, Cricket) così come inni provocatori in difesa della personalità individualistica e degli stili di vita alternativi (I'm Not Like Everybody Else, Johnny Thunder, Plastic Man, Lola, Apeman, Celluloid Heroes, Sitting in the Midday Sun).
Dalla metà degli anni settanta e per il successivo decennio, Davies cominciò a combinare elementi di tutti questi stili per creare un suono ancora più apertamente commerciale, con brani come Sweet Lady Genevieve, Juke Box Music, A Rock & Roll Fantasy, Wish I Could Fly Like Superman, Better Things, Destroyer, Come Dancing e Do It Again.
La scrittura di Davies è stata spesso definita più matura, sofisticata e colta rispetto a quella di molti suoi coetanei tra i musicisti rock britannici e americani. I suoi testi contengono spesso elementi di satira d'attualità e sottolineano le aspirazioni e le frustrazioni della classe operaia comune e della gente della classe media inglese, e come tale Davies dimostra una grande consapevolezza e conoscenza degli effetti psicologici causati dal sistema britannico. In un articolo del 2008 apparso su Rolling Stone, il giornalista Charles M. Young arrivò a chiamare Ray Davies "un antropologo con una chitarra".
I primi esempi di Davies da compositore riflessivo e profondamente attento sono costituiti da A Well Respected Man, Situation Vacant, Shangri-La, She's Bought a Hat Like Princess Marina e Clichés of the World (B Movie), tutti brani che descrivono l'insicurezza, la disperazione e il senso di inquietudine strisciante e la disillusione di fondo dei valori materialistici e conservatori della classe media inglese. Allo stesso modo, canzoni come Dedicated Follower of Fashion e Party Line deridono la frivolezza edonistica e la moda che aveva caratterizzato la Carnaby Street a base di Swinging London della metà degli anni sessanta, mentre David Watts ironicamente esprime i sentimenti feriti di uno studente normale, che invidia la grazia e i privilegi sociali di cui fruisce uno studente carismatico di alta classe.
Altre canzoni prendono di mira le motivazioni di uomini d'affari corrotti e di politici avidi  (King Kong, Powerman, Mr. Big Man, gli album Preservation Act I e Act II), l'ostentazione del denaro (Most Exclusive Residence for Sale, Mister Pleasant), così come il compiacimento e l'indolenza dei playboy ricchi della upper class inglese (A House in the Country, Sunny Afternoon).
Davies ha anche scritto canzoni che descrivono la desolazione della vita ai margini della società: uscito come un unico singolo nel 1966, Dead End Street e Big Black Smoke offrono ritratti neo-dickensiani della disperata povertà che esisteva tra la fiorente economia metropolitana inglese degli anni sessanta.

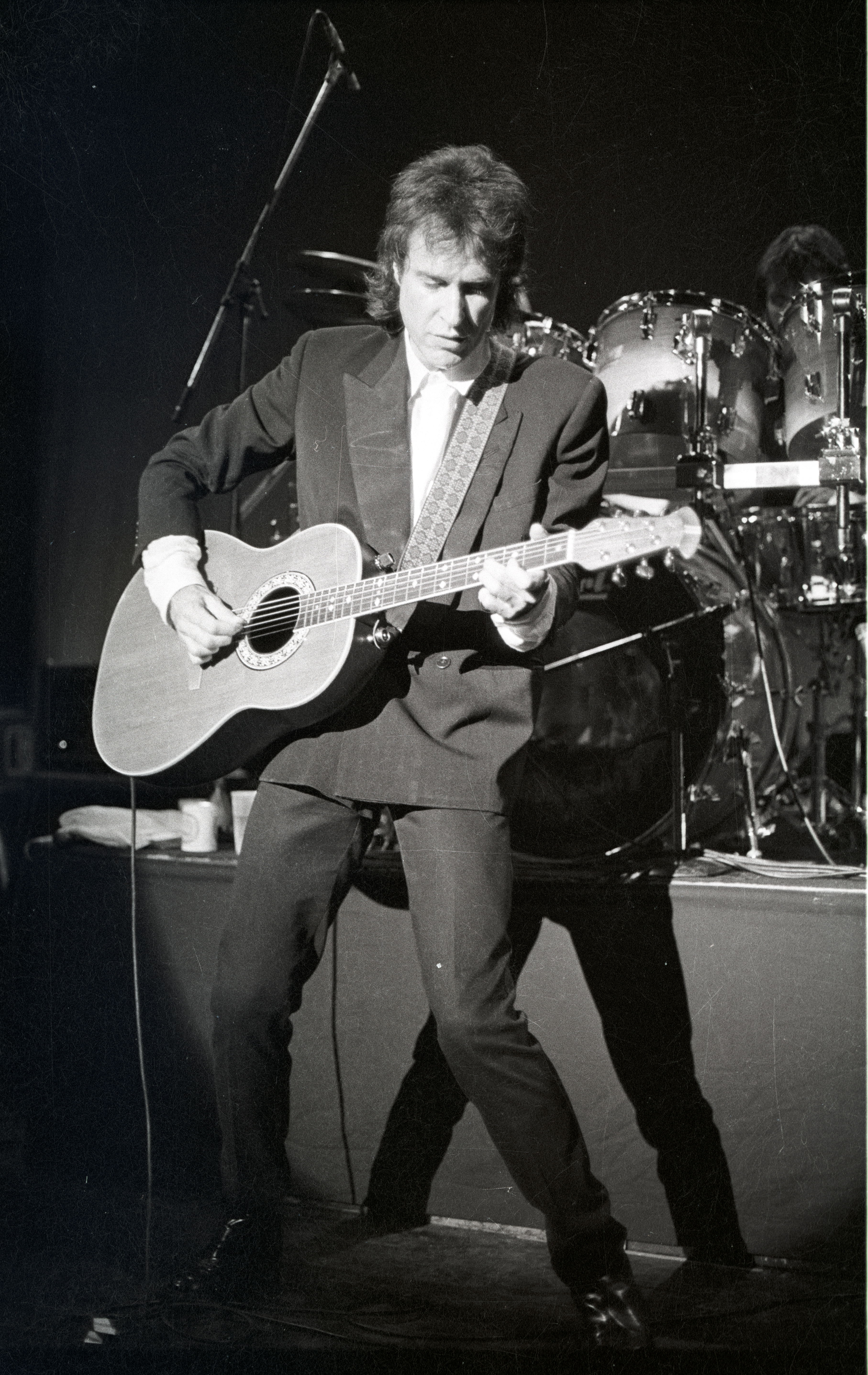
Davies in Brussels, 1985

Il suo lavoro ha mostrato altrettanti segni di una coscienza sociale emergente. Ad esempio, Holiday in Waikiki (da Face to Face) ha deplorato la mercificazione volgare della cultura indigena. Allo stesso modo, God's Children, colonna sonora di Percy, e le canzoni degli album Village Green Preservation Society e Muswell Hillbillies, denunciano appassionatamente l'industrializzazione, il mercantilismo e la burocrazia a favore della semplice vita pastorale. In particolare, le canzoni di Davies dell'album del 1968 Village Green Preservation Society abbracciano la nostalgia della Merry England, promuovendo la conservazione del tradizionale villaggio di campagna inglese e della vita di borgo, molto prima che tali temi si diffondessero nella musica pop britannica.
Un testamento definitivo delle intuizioni compositive di Ray Davies può essere considerato l'album Arthur (Or the Decline and Fall of the British Empire), del 1969, che narra le prove e le tribolazioni di un lavoratore della classe operaia e della sua famiglia dalla fine dell'era vittoriana, attraverso la prima e la seconda guerra mondiale, gli anni di austerità del dopoguerra, fino agli anni sessanta. Il tema dell'album è stato in parte ispirato alla vita di Ray, del fratello Dave e del cognato Arthur Anning, che aveva sposato la loro sorella maggiore, Rose (già soggetto della precedente canzone dei Kinks Rosie Won't You Please Come Home), ed era emigrato in Australia dopo la guerra. Nel corso di una dozzina di canzoni meravigliosamente evocative, l'album si impreziosisce di una cronaca intima e familiare con osservazioni satiriche e spesso commoventi sul cambiamento dei costumi della vita pubblica inglese, in risposta al fortunato declino dell'impero britannico.
(New Musical Express, giugno 1978)

### Carriera da Solista

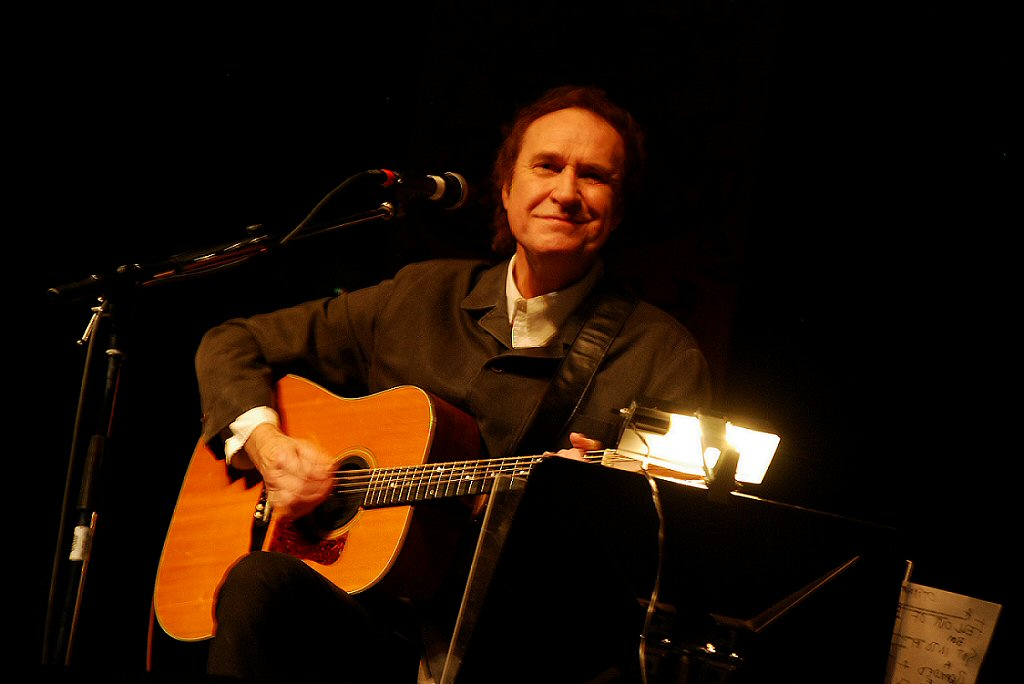
Davies al Bluesfest 2008 ad Ottawa

A parte la lunga discografia con i Kinks, Davies ha pubblicato sei album da solista: nel 1985 Return to Waterloo (che accompagnava un film per la televisione da lui scritto e diretto), nel 1998 The Storyteller, nel 2006 Other People's Lives, nel 2007 Working Man's Café, The Kinks Choral Collection nel giugno 2009 e verso fine 2010 See My Friends. Other People's Lives è stato il suo primo album ad entrare nella Top 40 dai tempi dei Kinks.
L'uscita di Working Man's Café venne seguita il 28 ottobre 2007 da una performance alla serie della BBC Electric Proms, al Roundhouse, Camden, accompagnato dal Crouch End Festival Chorus. Il concerto venne trasmesso la sera stessa su BBC 2. Una versione modificata dell'album (escluse le bonus track e note di copertina) venne pubblicata qualche giorno prima dalla rivista statunitense Time in una tiratura di un milione e mezzo di copie.
Dal momento che i Kinks si sciolsero, Davies iniziò un tour da solista con il gruppo acustico "20th Century Man, An Evening with Ray Davies" accompagnato dal chitarrista Pete Mathison. Più recentemente, è stato in tournée con una band completa composta da Scott Donaldson (chitarra), Mark Johns (chitarra), Michael "Milton" McDonald (chitarra), Bill Shanley (chitarra), Dick Nolan (basso), Gunnar Frick (tastiera), Ian Gibbons (tastiera), Toby Baron (batteria, Geoff Dugmore (batteria) e Damon Wilson (batteria).
Nel 2005, Davies ha pubblicato nel Regno Unito un EP di quattro brani, intitolato The Tourist, e negli Stati Uniti un altro EP (ma di cinque brani), intitolato Thanksgiving Day.

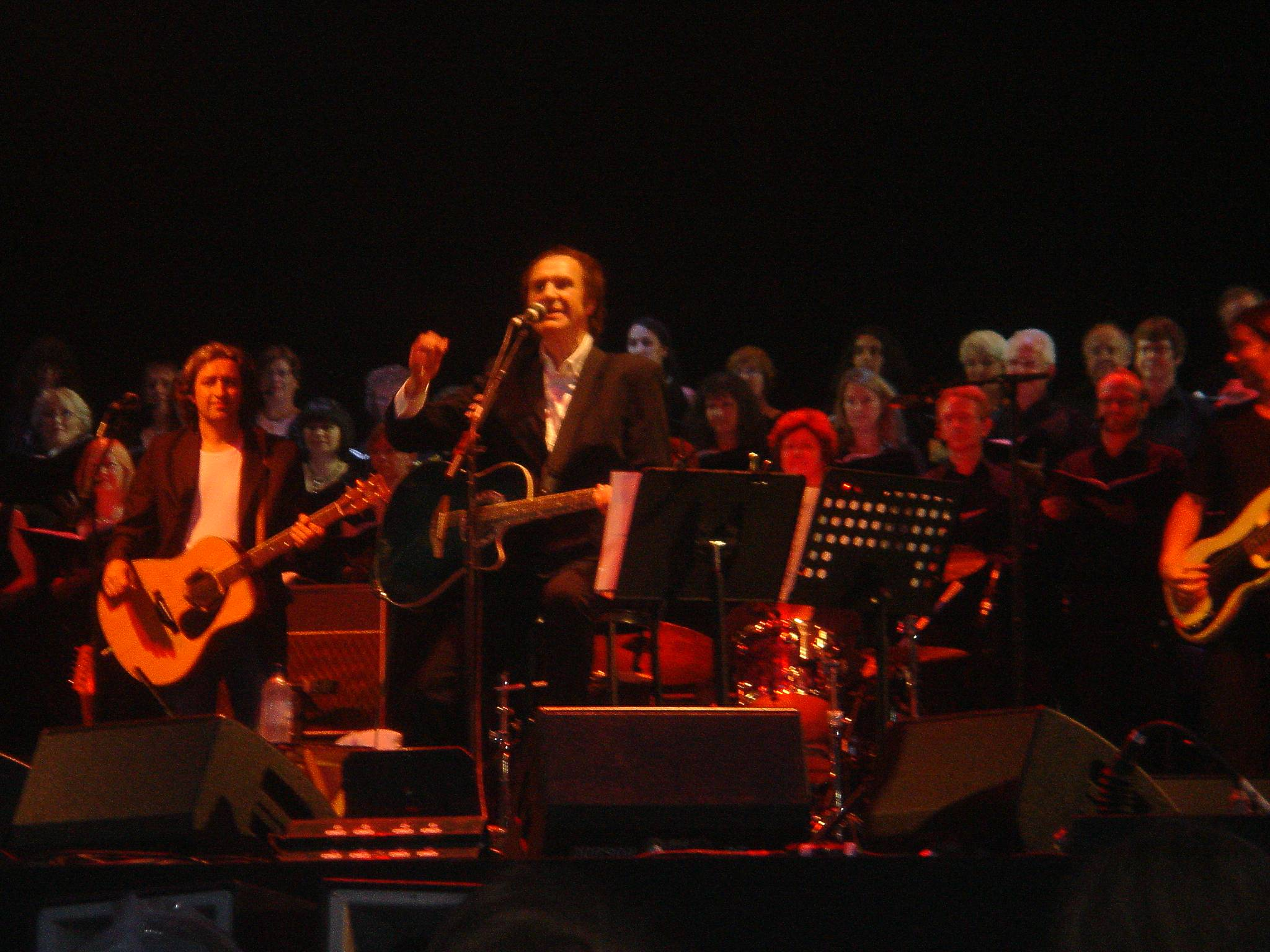
Ray Davies con i Crouch End Festival Chorus al Kenwood House, Londra, giugno 2009

Nel 1994 Davies pubblicò la sua "autobiografia non autorizzata", X-Ray, e tre anni dopo pubblicò un libro di racconti intitolato Waterloo Sunset, descritto come “un concept album su carta”. Inoltre realizzò due film: Ritorno a Waterloo (1985) e Weird Nightmare (1991).

## Discografia da solista
Album in studio
- 1985 - Return to Waterloo (colonna sonora)
- 1998 - The Storyteller
- 2006 - Other People's Lives
- 2007 - Working Man's Café
- 2010 - See My Friends
- 2017 - Americana

Collaborazioni
- 2009 - The Kinks Choral Collection (con The Crouch End Festival Chorus)

Compilation
- 2009 - Ray Davies - Collected
- 2012 - Waterloo Sunset - The Very Best of The Kinks and Ray Davies

## Filmografia

### Regia e sceneggiatura
- Ritorno a Waterloo (Return to Waterloo) (1984)